# مختلسو النظر
مختلسو النظر (بالإنجليزية: The Voyeurs)‏ هو فيلم إثارة أمريكي لعام 2021 من بطولة سيدني سويني،جاستيس سميث،ناتاشا ليو بورديزوو بين هاردي.